# 三桥镇 (道真县)
三桥镇，是中华人民共和国贵州省遵义市道真仡佬族苗族自治县下辖的一个乡镇级行政单位。

## 行政区划
三桥镇下辖以下地区：
桥塘村、夏家沟村、塘村、凤山村、新生村、北园村、程家坝村和接龙村。